# Leżajsk
Leżajsk è una città polacca del distretto di Leżajsk nel voivodato della Precarpazia.
Ricopre una superficie di 20,29 km² e nel 2004 contava 14 159 abitanti.